# Immacolata (nome)
Immacolata  è un nome proprio di persona italiano femminile.

## Varianti
- Femminili:
  - Ipocoristici: Imma[2][4], Ima[4]
  - Composti: Maria Immacolata[4]
- Maschili: Immacolato[3][4]
  - Ipocoristici: Immo[4]

### Varianti in altre lingue
- Catalano: Immaculada[2][5]
  - Ipocoristici: Imma[2][5]
- Francese: Immaculée
- Galiziano: Inmaculada
- Irlandese: Immaculata[2]
- Portoghese: Imaculada[2]
- Spagnolo: Inmaculada[2][5]
  - Ipocoristici: Inma[2][5]
- Tedesco: Immakulata
- Ungherese: Immakuláta

## Origine e diffusione

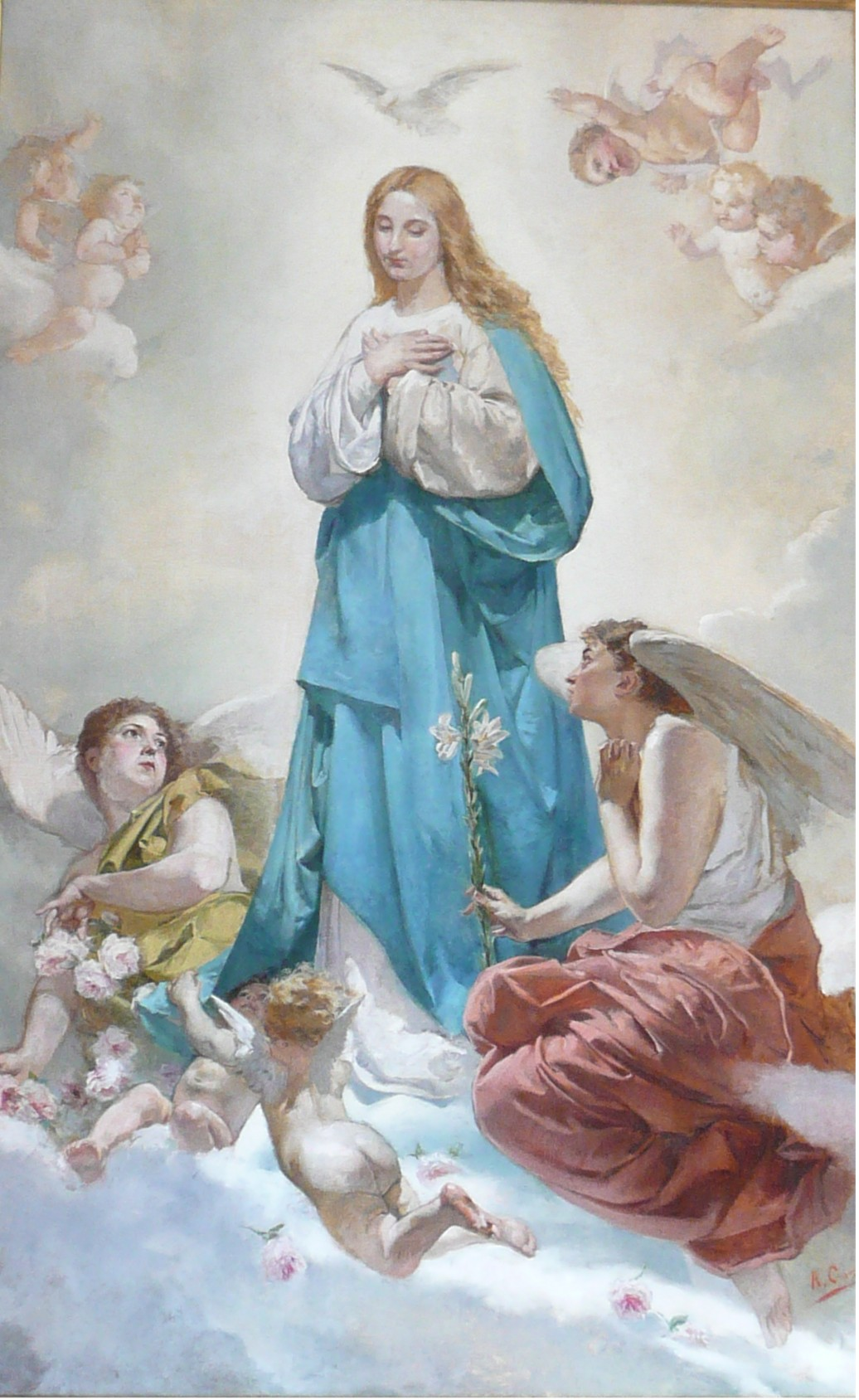
Immacolata Concezione, di Antonio Cortina Farinós

Si tratta di un nome tipicamente cattolico che, allo stesso modo del nome Concetta, richiama la devozione verso l'Immacolata Concezione della Beata Vergine Maria (o, secondariamente, una figlia nata l'8 dicembre, giorno in cui essa si festeggia); riprende il termine italiano "immacolata" (ossia "intatta", "vergine", "pura"), che etimologicamente risale al latino inmaculata ("senza macchia", "candida"). Ha quindi lo stesso significato del nome persiano Anahita.
In Italia è diffuso principalmente nel Sud, in particolare in Campania.

## Onomastico
L'onomastico si festeggia solitamente l'8 dicembre, solennità dell'Immacolata Concezione.

## Persone

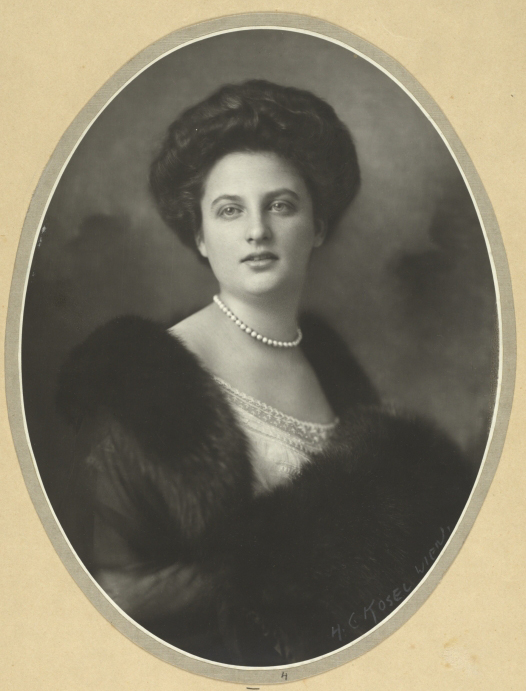
Immacolata d'Asburgo-Lorena

- Immacolata d'Asburgo-Lorena, arciduchessa d'Austria e principessa di Boemia, Ungheria e Toscana
- Immacolata Amodeo, docente e critica letteraria italiana
- Immacolata Cerasuolo, nuotatrice italiana
- Immacolata Gentile, cestista italiana
- Immacolata Sirressi, pallavolista italiana

### Variante Maria Immacolata
- Maria Immacolata d'Asburgo-Lorena, arciduchessa d'Austria
- Maria Immacolata di Borbone-Due Sicilie (1844-1899), principessa delle Due Sicilie
- Maria Immacolata Barbarossa, politica italiana

### Variante Imma
- Imma Battaglia, attivista italiana
- Imma Piro, attrice italiana

## Il nome nelle arti
- Immacolata è un personaggio del film del 1980 Immacolata e Concetta - L'altra gelosia, diretto da Salvatore Piscicelli.
- Imma Tataranni è la protagonista dell'omonima serie televisiva, tratta dai romanzi della scrittrice Mariolina Venezia.